# SL X1
De X1 is een Zweeds tweedelig elektrisch treinstel voor het regionaal personenvervoer. De treinen zijn aangeschaft door de Statens Järnvägar (SJ), maar rijden sinds mei 1968 voor het regionaal personenvervoer van de Storstockholms Lokaltrafik (SL).

## Geschiedenis
Het treinstel werd in de zestiger jaren door Kalmar Verkstad ontwikkeld, gebaseerd op treinen van de serie X6. Zij werden gebouwd in de periode 1967-75. Door onder meer de vele storingen werd de oorspronkelijke order van 100 treinen met 4 treinen uitgebreid. De treinen werden in de zeventiger jaren meerdere malen gemoderniseerd. Tijdens de strenge winter van 1982 viel meer dan 80% van alle X1-treinen uit. Hiervoor werd een verwarmde stalling in Älvsjö gebouwd. Door de snelle opwarming van ijs in de luchtkanalen van de tractiemotoren ontstond veel condens in de elektrische installaties, gevolgd door kortsluiting. Hierdoor waren deze treinen in de winter niet altijd inzetbaar.
Twee treinstellen, de 3013 en de 3037 werden aan Bombardier verkocht om te worden voorzien van testapperatuur om het signaleringssysteem ERTMS op onder meer de nieuwe Botniabanan te testen.
Sinds 2006 worden de X1-treinen geleidelijk buiten dienst gesteld en vervangen door de SL X60. Op 1 april 2011 werden de laatste zeven treinstellen afgevoerd en op 18 april 2011 gesloopt.

### Museumtrein
Het treinstel 3001 werd aangewezen om te worden bewaard als museumtrein. Door een brandje op het dak werd dit treinstel in 2007 gesloopt. In 2011 werd de treinstellen 3019 en 3081 als vervangende museumtrein aangewezen.

## Constructie en techniek
De trein is samengesteld uit een motorrijtuig met een stuurstandrijtuig. De passagiers zitten in rijen van 3 + 2. De trein heeft 6 deuren aan beide kanten. Bij de treinen 3103 en 3104 werden een aantal veranderingen doorgevoerd, waaronder de montage van schijfremmen in plaats van blokkenremmen. De treinen waren geschikt om in treinschakeling te rijden met treinen van het nieuwere type X10.

## Treindiensten
De treinen werden door Storstockholms Lokaltrafik (SL) op de volgende trajecten ingezet:
- Märsta - Stockholm C - Södertälje C
- Bålsta/Kungsängen - Stockholm C - Västerhaninge/Nynäshamn
- Södertälje C - Gnesta